# Luxemburg i olympiska vinterspelen 2006
Luxemburg deltog med en deltagare vid de olympiska vinterspelen 2006 i Turin.  Landets deltagare erövrade ingen medalj.